# Louis Malle
Louis Malle (ur. 30 października 1932 w Thumeries, zm. 23 listopada 1995 w Beverly Hills) – francuski reżyser filmowy, przedstawiciel francuskiej Nowej Fali. Od lat 70. pracował w Stanach Zjednoczonych.

## Życiorys
Początkowo studiował nauki polityczne na Sorbonie, potem porzucił je na rzecz studiów filmowych. Zaczynał pracę jako kamerzysta i asystent Jacques’a-Yves’a Cousteau przy wielokrotnie nagradzanym dokumentalnym filmie Świat milczenia (1956). Pierwsza praca przy filmie fabularnym, to asystowanie przy filmie Ucieczka skazańca (1956) Roberta Bressona.
Zadebiutował jako samodzielny reżyser głośnym filmem Windą na szafot (1958) z Jeanne Moreau w roli głównej i muzyką jazzową Milesa Davisa. Inna produkcja z tego samego roku, Kochankowie (1958), odbiła się szerokim echem w świecie, nie tylko filmowym. Film był przejściowo zakazany w USA, ze względu na śmiałe sceny erotyczne.
Późniejsza twórczość Malle’a także poruszała kontrowersyjne, ale ważne tematy: ucieczka przed samobójstwem alkoholika poszukującego sensu życia (Błędny ognik), kazirodztwo (Szmery w sercu), kolaboracja z rządem Vichy (Lacombe Lucien).
W latach 70. Malle wyjechał do USA, gdzie w dalszym ciągu realizował ambitne, poruszające filmy (m.in. nominowany do Oscara Atlantic City). Przez całe życie realizował także filmy dokumentalne.
Zasiadał w jury konkursu głównego na 21. MFF w Cannes (1968). Przewodniczył obradom jury na 46. MFF w Cannes (1993).

## Życie prywatne
Był dwukrotnie żonaty: w latach 60. z Anne-Marie Deschodt, a następnie w USA w 1981 poślubił znaną aktorkę Candice Bergen.

## Filmografia
- 1958: Kochankowie – Nagroda Specjalna Jury na 19. MFF w Wenecji
- 1958: Windą na szafot
- 1960: Zazie w metrze
- 1962: Życie prywatne
- 1963: Błędny ognik – Nagroda Specjalna Jury na 24. MFF w Wenecji
- 1965: Viva Maria!
- 1967: Życie złodzieja
- 1968: Trzy kroki w szaleństwo, nowela William Wilson
- 1971: Szmery w sercu – nominacja do Oscara, nominacja do Złotej Palmy na 24. MFF w Cannes
- 1974: Lacombe Lucien
- 1975: Czarny księżyc
- 1978: Ślicznotka – nominacja do Złotej Palmy na 31. MFF w Cannes
- 1980: Atlantic City – Złoty Lew na 37. MFF w Wenecji, nominacja do Oscara, nominacja do Złotego Globu
- 1981: Moja kolacja z André
- 1984: Świry – nominacja do Złotego Niedźwiedzia na 34. MFF w Berlinie
- 1985: Zatoka Alamo
- 1986: Pogoń za szczęściem
- 1987: Do zobaczenia, chłopcy – Złoty Lew na 44. MFF w Wenecji, nagroda Cezara, nominacja do Oscara, Europejska Nagroda Filmowa za scenariusz i nominacja za najlepszy film
- 1989: Milou w maju
- 1992: Skaza
- 1994: Wania na 42 ulicy

## Nagrody
- Nagroda Akademii Filmowej Najlepszy Pełnometrażowy Dokument: 1956: Świat milczenia
- Nagroda na MFF w Cannes
  - Złota Palma: 1956: Świat milczenia
  - Technical Grand Prize: 1978: Ślicznotka
- Nagroda na MFF w Wenecji
  - Nagroda Specjalna Jury: 1958: Kochankowie
  - 1963: Błędny ognik
  - Nagroda krytyków filmowych: 1963: Błędny ognik
  - Złoty Lew: 1981: Atlantic City
  - 1987: Do zobaczenia, chłopcy
  - Nagroda Katolickiego Biura Filmowego (OCIC): 1987: Do zobaczenia, chłopcy